# Questions About the Breeding of Animals
Questions About the Breeding of Animals (in italiano Domande sull'allevamento degli animali) fu un questionario scientifico ideato e distribuito da Charles Darwin tra aprile e maggio del 1839. Questo documento rappresenta uno degli sforzi iniziali di Darwin per raccogliere dati empirici sull'ereditarietà e sugli effetti degli incroci tra razze e specie animali. Si tratta di un questionario stampato contenente 21 domande dettagliate, progettato per indagare su vari aspetti della riproduzione animale, tra cui la trasmissione delle caratteristiche, la fertilità degli ibridi, la variazione tra generazioni e l'influenza del genitore maschio o femmina sulle generazioni successive.

## Obiettivo e contesto
L'obiettivo del questionario era raccogliere osservazioni e dati da allevatori, naturalisti e scienziati, per comprendere meglio i meccanismi dell'ereditarietà e i fattori che influenzano la stabilità o la variabilità delle caratteristiche negli incroci. Darwin stava iniziando a sviluppare le sue idee sull'evoluzione e sulla selezione naturale, e questo documento riflette il suo approccio empirico e sistematico all'indagine scientifica.
Il questionario fu distribuito in un periodo in cui Darwin stava approfondendo il tema delle variazioni tra gli individui e le razze, elementi fondamentali per la sua futura opera L'origine delle specie (1859). Le risposte ricevute contribuirono a modellare la sua comprensione delle leggi dell'ereditarietà.

## Contenuto
Le domande incluse nel questionario coprono un'ampia gamma di argomenti relativi alla riproduzione e all'ereditarietà, tra cui:
1. Stabilità della progenie ibrida: Se gli incroci tra razze o specie diverse mantengono caratteristiche costanti nelle generazioni successive o tendono a ritornare ai tratti originari.[2]
2. Stabilizzazione di razze miste: Dopo quante generazioni di incrocio la varietà risultante diventa stabile e ben definita.[2]
3. Nuovi tratti ereditari: La permanenza di nuovi caratteri emergenti attraverso generazioni successive.[2]
4. Prevalenza di caratteri parentali: Se la progenie iniziale e le generazioni seguenti assomigliano di più a uno dei genitori e come ciò vari a seconda della razza o del sesso.[2]
5. Effetti di incroci selvatici-domestici: Differenze di ereditarietà e fertilità quando animali selvatici si incrociano con domestici.[2]
6. Influenza paterna o materna: Se i figli assomigliano maggiormente alla madre o al padre in incroci di razze molto diverse.[2]
7. Uniformità nella prole mista: Se i cuccioli di una stessa cucciolata mostrano variazioni significative o sono intermedi tra i genitori.[2]
8. Fertilità negli ibridi: La fertilità degli incroci tra razze diverse o tra specie diverse, e l'effetto di piccoli incroci sull'aumento della prolificità.[2]
9. Caratteri inaspettati: L'apparizione di caratteristiche non prevedibili dagli aspetti dei genitori.[2]
10. Fertilità tra ibridi inter se: Caratteristiche e uniformità nella progenie di incroci tra ibridi.[2]
11. Incroci tra selvatici e domestici: Ruolo del sesso del genitore selvatico nella fecondazione.[2]
12. Preferenze sessuali: Tendenze dei maschi nella scelta delle femmine in base a salute, bellezza o altre caratteristiche.[2]
13. Influenza della prima gestazione: Possibili effetti della prole precedente sulle nascite successive.[2]
14. Ripetuti incroci con una razza: Influenza della frequenza degli incroci sul risultato finale.[2]
15. Ereditarietà intermittente: Trasmissione saltuaria di caratteristiche ai discendenti.[2]
16. Effetti della consanguineità: Impatti negativi dell'incrocio tra parenti stretti su virilità, fertilità e caratteristiche secondarie.[2]
17. Influenza dell'ambiente e addestramento: Se abitudini acquisite o tratti derivati da stress ambientali sono ereditati.
18. Comportamento negli ibridi: Tendenze della prole a combinare, adottare o escludere le abitudini dei genitori.[2]
19. Creazione di nuove varietà: Storia della formazione di razze stabili e permanenti.[2]
20. Resistenza a malattie: Differenze nella vulnerabilità a malattie infettive tra razze della stessa specie.[2]
21. Documentazione dettagliata di incroci: Richiesta di informazioni su obiettivi, risultati e caratteristiche degli incroci, inclusa fertilità e similitudine con i genitori.[2]

## Importanza storica
Questo documento è significativo per comprendere le prime fasi del lavoro di Darwin sull'ereditarietà e la selezione naturale. Sebbene non sia uno scritto teorico, il questionario dimostra l'attenzione di Darwin verso l'osservazione diretta e la raccolta di dati come base per le sue teorie. Le domande riflettono molte delle preoccupazioni che sarebbero state centrali nel suo pensiero evolutivo.

## Pubblicazione e distribuzione
Darwin distribuì il questionario a una rete di contatti scientifici e allevatori. La prima risposta datata risale al 6 maggio 1839. Le risposte ricevute non furono pubblicate, ma il loro contenuto influenzò direttamente il pensiero e le ricerche scientifiche successive dello scienziato.

## Collegamenti
- (EN) Questions about the breeding of animals, su darwin-online.org.uk.